# 日清戰爭凱旋碑

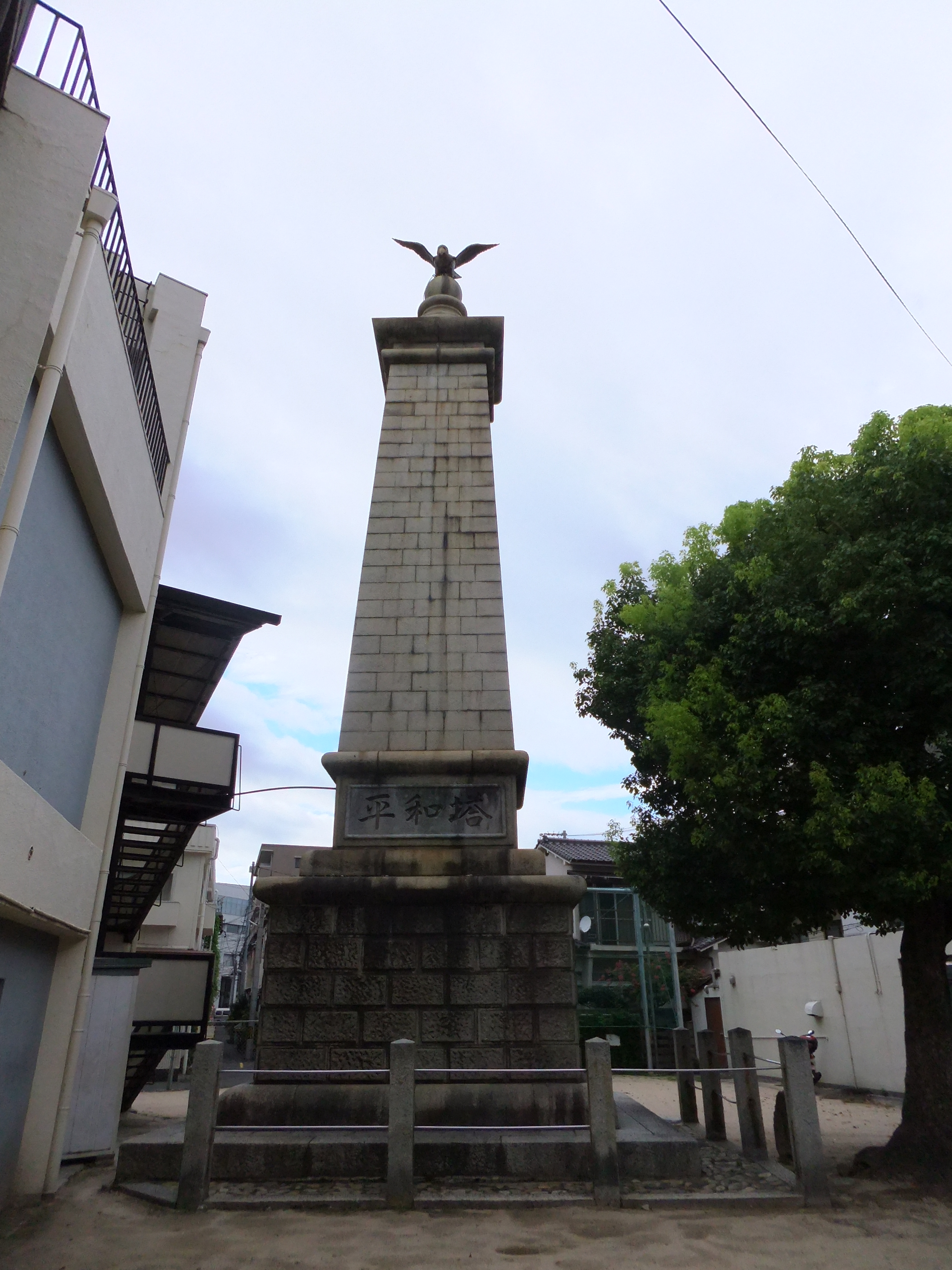
平和塔

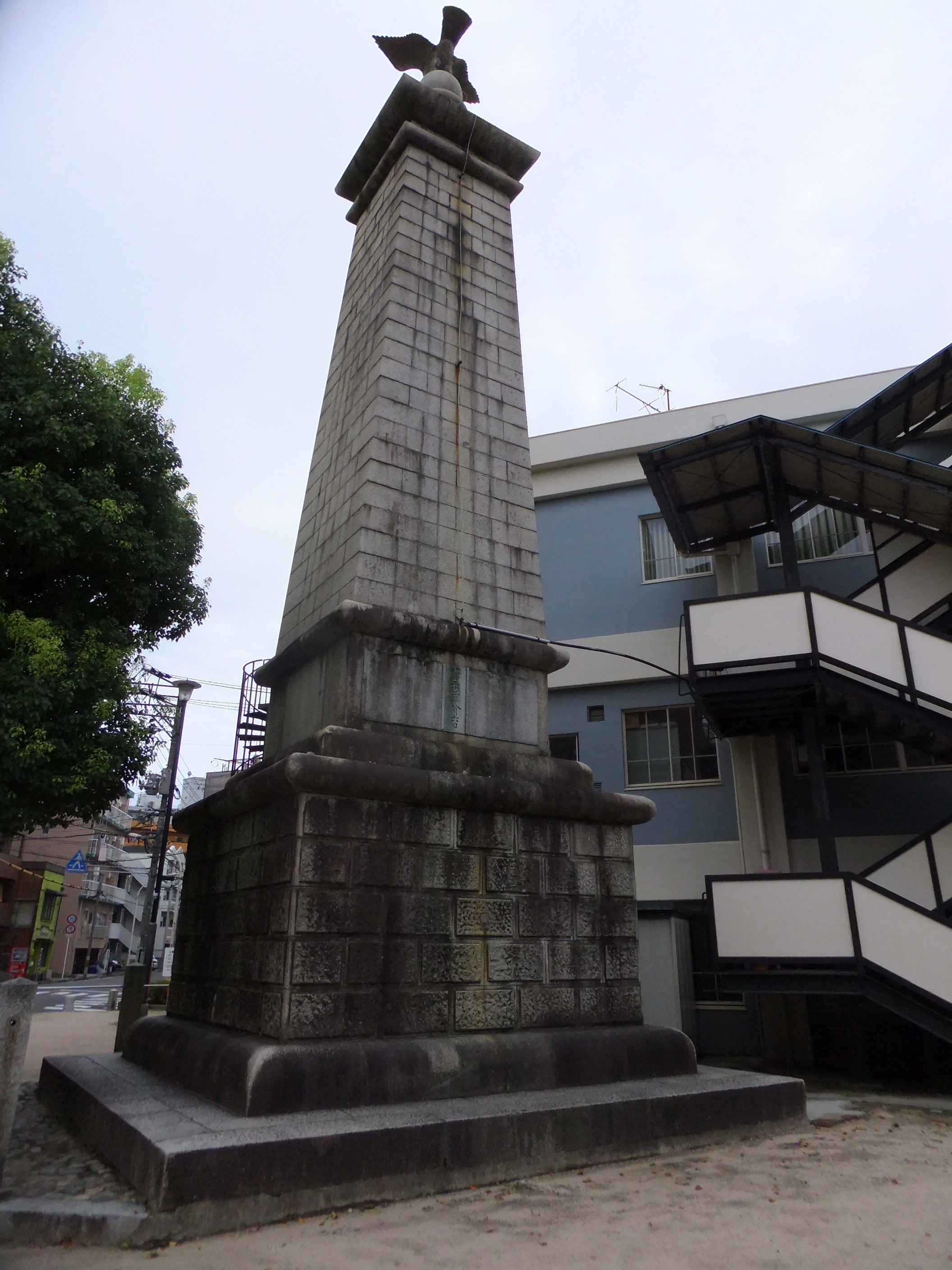
背面。左下是兩條道路的分岔口。右邊的建築是皆實西部集會所

34°22′23.60″N 132°27′50.23″E / 34.3732222°N 132.4639528°E
日清戰爭凱旋碑（日语：〔〕／ Nisshin Sensō Gaisenhi），現正式名稱為平和塔（／ Heiwatō），又稱鷹紀念碑（／ Taka no Kinenhi），位於日本廣島縣廣島市南區皆實町，是紀念日本甲午战争勝利的碑。

## 概要
1896年（明治29年）竣工，高16公尺，頂部有金屬製的黑鸢（金鵄）雕像，側面以水泥做成框狀，鐫有「平和塔」三字。
現主幹道宇品通（國道487號）縱貫皆實與宇品，貫通廣島電鐵宇品線，沿著其西側的宇品御幸通（市道南4區557號線），進入皆實町綠地，廣島南警察署皆實交番南側、皆實西部集會所東側就是平和塔。公園的分岔口側有刻著「東松原停車場通」的石製舊路標。稍往南則是千田廟公園。

## 歷史
御幸通是1885年（明治18年）明治天皇行幸廣島時，以廣島爲起點，通向宇品港（今廣島港）的道路，御幸橋亦得名於此。當時此路是宇品的主幹道，南端終點種有御幸松。
1888年（明治21年），第5師團於廣島成立。1894年（明治27年）甲午战争爆發，第5師團與第3師團一同成爲第1軍先鋒，宇品港成爲後勤基地，許多士兵經過御幸通前往戰場。
1895年（明治28年），日本甲午戰爭勝利後，全國各地建了紀念碑、凯旋门、凱旋碑、忠魂碑等戰爭紀念建築。廣島也隆重慶祝第5師團歸來，在御幸通建了臨時凱旋門，西練兵場（今中區基町廣島城南側廣島市民球場舊址至廣島縣廳舍一帶）角落建了砲彈狀的「日清戰勝紀念碑」，高約20公尺。凱旋碑也於此時以來自中国地方5縣的捐款建造。
1896年（明治29年），「日清戰争凱旋碑」依靠軍、政、民捐款竣工。也有資料將名稱記作「出雲石見隱岐備中備後安藝周防長門八國聯合凱旋碑」（出雲石見隠岐備中備後安芸周防長門八カ国連合凱旋碑）。建築費4988圓72錢4釐。之所以選擇此地，是因其爲西北向道路與北向道路的分岔口——御幸通左轉，越過御幸橋是西北向道路，通往廣島大本營與第5師團司令部所在市中心；御幸通直行，是北向道路，從明治天皇臨時住所所在比治山通往當時以東京爲起點鐵路網西端廣島——當時無建築，易於觀望。當時也是比治山通與御幸通的分岔口。
太平洋战争期間，遵照《金屬類回收令》，市內公共設施金屬部分陸續清除，但碑頂的金屬並未清除。
1945年（昭和20年），广岛市原子弹爆炸。凱旋碑距爆心投影點約2.5公里，但未毀壞。而西練兵場的紀念碑由於靠近爆心投影點而完全毀壞。
1947年（昭和22年），日本人畏於駐日盟軍的譴責，用水泥塗去「凱旋碑」，改刻「平和塔」字樣。

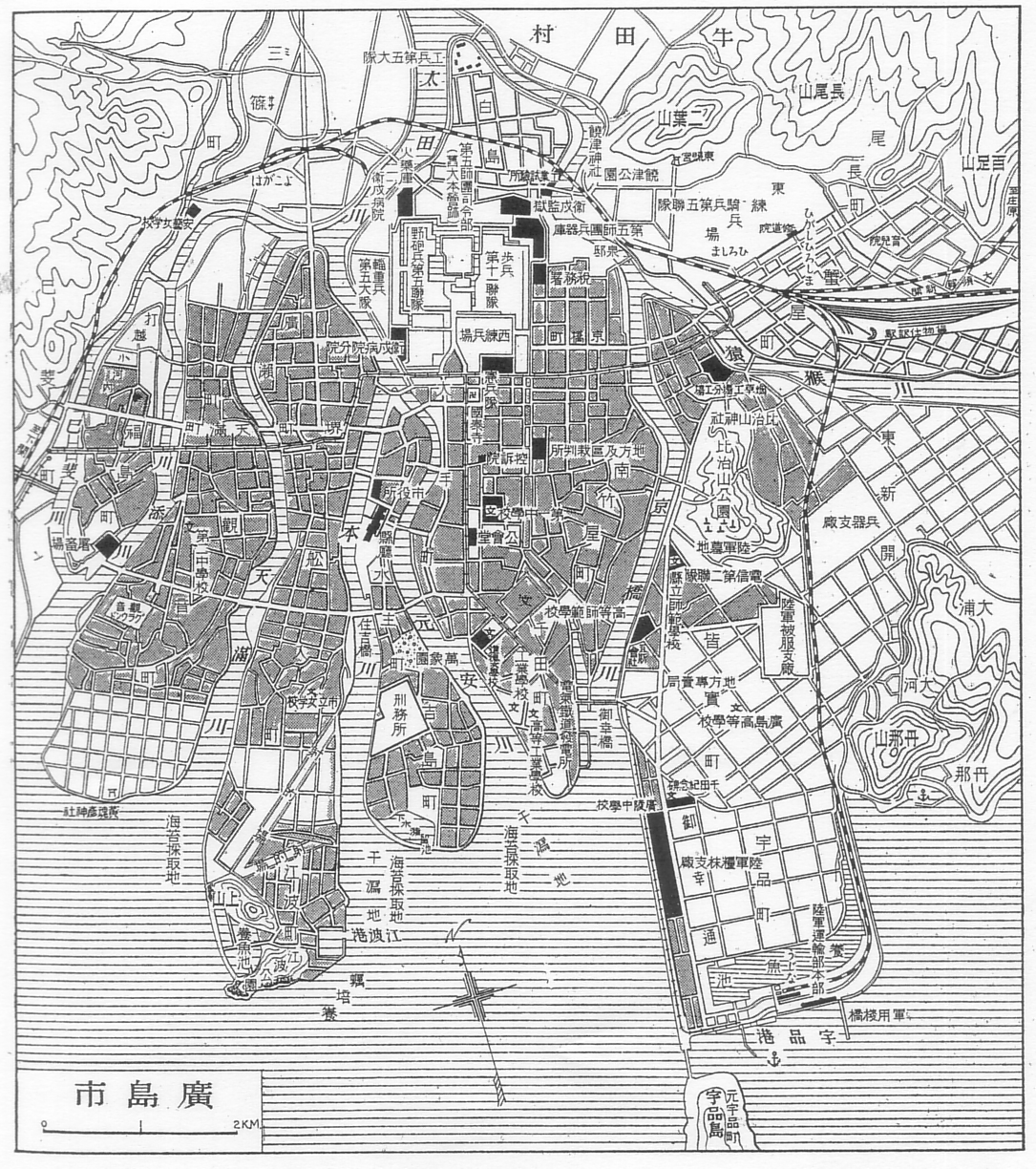
1930年（昭和5年）左右的廣島市地圖。右下可見宇品的御幸通與御幸橋。御幸橋東延伸出兩條道路，與御幸通構成三角形，其下頂点附近是凱旋碑的建造地點
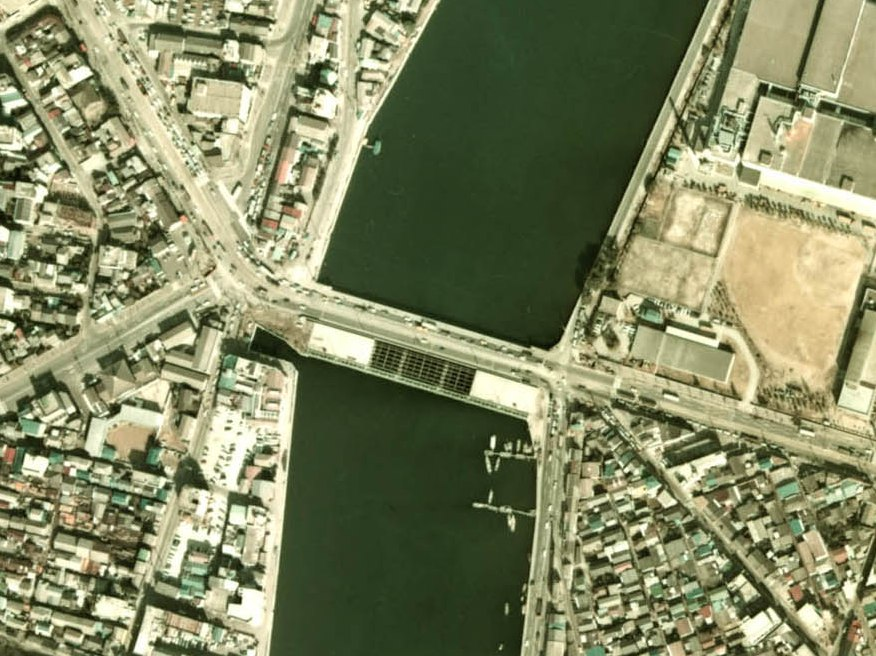
1974年（昭和49年）的御幸橋，右下可見皆實町綠地
基於日本國土交通省之国土画像情報（彩色航拍）製作

### 引用
1. 1 2 3  . .   [2014-05-12]. （原始内容存档于2014-05-12）.
2. 1 2  ヒロシマの今から過去を見て回る会，.
3. 1 2 3 4 5  西尾 2006，第71—88頁.
4. ↑  arch-hiroshima 2006，.
5. ↑  . . 廣島市. 1955-11-10  [2021-12-16]. （原始内容存档于2021-12-16）.
6. 1 2  arch-hiroshima 2006，.
7. ↑  . .   [2014-05-12]. （原始内容存档于2014-05-13）.
8. 1 2  被爆建造物調查研究會 (编).  .  . 廣島和平紀念資料館. 1996年: 210.
9. 1 2   (PDF). 廣島縣立文書館.   [2014-05-12]. （原始内容存档 (PDF)于2016-03-04）.
10. 1 2  志熊直人. 廣島縣廳 , 编. . 1899: 773–776  [2014-05-12]. （原始内容存档于2022-03-20）.
11. ↑  薄田 1973，第117頁.
12. ↑  藤井 1925，.
13. ↑   (PDF) (新闻稿). 廣島縣. 2019  [2021-02-05]. （原始内容 (PDF)存档于2022-05-22）.
14. ↑  . 國立國會圖書館.   [2022-05-22]. （原始内容存档于2022-01-10）.
15. ↑  廣島縣 (编).  . 溪水社. 1984: 774.
16. ↑   (编).  .  . 廣島市文化財團廣島城. 2009: 42.
17. ↑  arch-hiroshima 2006，.

### 來源
- 薄田太郎（日语：薄田太郎）.  . 薄田純一郎  (编).  . . 廣島: . 1973: 103—117. doi:10.11501/9572792. NCID BA47641829.
- 西尾林太郎.  (PDF). 現代社會研究科研究報告 (愛知淑德大學). 2006-03, 1  [2014-05-12]. ISSN 1881-0373. NAID 120005038053. （原始内容存档 (PDF)于2014-05-12）.
- . . 2006-05-07  [2021-12-16]. （原始内容存档于2022-05-31）.
- . .   [2021-04-03]. （原始内容存档于2011-07-11）.
- 藤井重一. . . 中國放送. 1925-09-15  [2021-04-03]. （原始内容存档于2017-05-18）.